# 長井満也
長井 満也（ながい みつや、1968年11月10日 - ）は、日本の男性プロレスラー。北海道砂川市出身。血液型B型。本名：長井 弘和（ながい ひろかず）。

## 来歴
中学卒業後、スーパータイガージムに入門。インストラクターの平直行に従い、1986年にシュートボクシングへ移籍。戦績は7戦5勝2敗だった。後に同団体のエースとなる吉鷹弘とも対戦をした。
1989年、第2次UWFに入門するが、田村潔司とのスパーリング中、首に重傷を負い長期入院、その影響からデビュー出来ず、団体分裂後は高田延彦が率いるUWFインターナショナルへ合流するも離脱。その後、前田日明率いるリングスに入門し、1991年8月1日、ヘルマン・レンティング戦でデビューを果たした。グリーンボーイながら同年12月7日にはジェラルド・ゴルドーと対戦しTKO負けを喫した。敗れはしたものの高い評価を得て前途を嘱望されるが、1992年10月29日に佐竹雅昭にKO負けした。以後は後輩の台頭や負傷などで精彩を欠き、1994年には「リングスはプロレスではない」との前田の発言に反発、「僕はプロレスラーです」との言動が前田の逆鱗に触れ、比叡山へ修行へ行かされる。1996年8月24日にはエース外国人選手のディック・フライにも勝利。
1997年6月、全日本キックボクシング連盟のプロライセンスを取得。9月28日には全日本キックボクシング興行に参戦し、ドゥリュー・リードに判定負け。
1997年11月20日、WORLD MEGA BATTLE TORNAMENTの2回戦で長井の師匠でもある前田との試合後、リング上で前田に突如としてビンタされる騒ぎを起こす。以降、長井は試合を行うことなく、会社から解雇通告が言い渡され1998年3月をもってリングスを退団した。
1998年にはK-1に参戦し、日本人のトップファイターである武蔵とも対戦している。1999年、佐山聡主宰の格闘技団体「掣圏道」プロレス部門に参戦。
2000年、格闘探偵団バトラーツのヤング・ジェネレーション・バトルで準優勝。全日本プロレスでは、垣原賢人と組んで世界最強タッグ決定リーグ戦に参戦、2001年は、垣原とともにアジアタッグ王座を獲得する。年末には川田利明とのタッグで世界最強タッグ決定リーグ戦に2度目の出場を果たし準優勝を果たす。2002年、若手中心のリーグ戦「ジャイアント馬場杯」で優勝を果たした。数年後の全日本プロレスの世界最強タッグ前で川田とシングルで対戦した後、川田から「おいっ長井。オレのパートナーはお前しかいないから。待ってるぞ!」とラブコールを受け、再び最強タッグに出場した。
2003年、新日本プロレスに魔界倶楽部のメンバーとして登場、当初はマスクマン「魔界5号」としてだったが2月両国国技館のリング上で自らマスクを取った。魔界5号と名乗っていたのに週刊プロレスの選手名鑑では「本名の長井満也」を名乗るという嘘のつけない性格であることがわかった。魔界5号としては、魔界4号（正体は柴田勝頼）との「破悧魔王'Z（はりまおうず）」というタッグチームで活動した。長井は魔界倶楽部解散後も反体制派についているが、リングスで長井と一緒だった本隊の成瀬昌由の熱いアピールもあり、タッグを結成しアジアタッグ王座を天龍・渕組から獲得している。
2006年1月、新日本プロレスを退団、キングスロードへの参戦を表明。さらにZERO1-MAXにも進出、Y2P-160kg率いるP-Force Menの「NP5」としても活動している。DDTにも当初はケロ軍団（田中秀和、後藤達俊、長井）として参戦し、現在はポイズン澤田JULIE率いるDDT蛇界本隊の一員として活躍している。この頃の経験からプロレスの幅広い面白さに充実し、受け入れてくれたDDTファンに感謝していると語っている。
2007年秋にはキンターマンこと金村キンタローの欠場の代役としてミツヤーマンとしてクロダーマン（黒田哲広）とのタッグでハッスルにも登場した。
また新日本プロレス退団組による新団体無我ワールド・プロレスリング（現・ドラディション）への参戦、後に正式入団、2009年には反乱軍を起こしドラディションで大暴れするなど活躍。プロレス団体DEPにも定期的に参戦している。
2011年12月7日、ロシアのプロレス団体IWFの日本人エージェント、ウラジミール長井としてユニオンプロレス新木場大会に登場した。
2014年1月、古巣の全日本プロレスに11年ぶりに参戦しKENSOとダーク・キングダムで活躍している。2017年現在はKENSOが退団したため新ユニット「ダーク・ナイトメア」として5代目ブラック・タイガーなどと共闘。2017年後半よりプロレスリング・ノアにも参戦。2021年4月16日、ドラディション・後楽園ホール大会ではデビュー30周年記念試合を行い、村上和成、魔界2号とタッグを結成。魔界倶楽部を一時復活させた。GLEATなどにも参戦している。

## 得意技
シュートボクシングで学んだ実績を生かしながらキックや関節技の他、通常のプロレス技も扱いタッグでは貴重なプレーを見せることもある。なお、ヒールキャラとしての顔も併せ持つ。
ハイパーニー空牙（くうが）
スワンダイブニーアタックに似た技。
陸牙（りくが）
いわゆるランニングニーリフト。
RDO
長井が使用する垂直落下式魔神風車DDTの技名。
相手の前面に立ち、左腕で相手の首を下から捕らえ相手の左腕を背中に回してから下側から自分の右腕で手首を掴む（自分の手の置き方が上下逆だが、要するにチキンウイング、もしくは魔神風車固めの体勢から、後ろに反り投げない形。）。長井の場合は、この状態に固めてから相手を担ぎ上げ垂直に落とす。
キャプチュード
ナガイロック
変形の鎌固め
魔界ドライバー
ファルコン・アローと同型。
魔界スリーパー
相手の正面に脇から腕を通して、逆側の腕をハンマーロックに固定してもう片方の手は相手の空いてる手首をロックしながらフロントネックロックに極める超難解な関節技。両手と首を極める変形「フロントスリーパー」で、首極め腕卍と同型。
各種キック
地獄突き（アイアンフィンガー・アルミホイル装着）※DDT参戦時に使用される。
アイアンフィンガー・アルミホイルをはめての地獄突き。（技名は、長井のかつてのライバルでもある飯塚高史のアイアンフィンガー・フロム・ヘルのパクリから。）

## 戦績

### キックボクシング
| 勝敗 | 対戦相手                           | 試合結果                                     | 大会名                                                  | 開催年月日     |
| ×    | 武蔵                               | 1R 3:00 KO（左ミドルキック）                 | K-1 SPIRITS '99 【K-1 JAPAN GP '99 2回戦】              | 1999年8月22日  |
| ×    | 村上竜司                           | 3分2R+延長R終了 判定0-3                      | K-1 SPIRITS '99 【K-1 JAPAN GP '99 1回戦】              | 1999年8月22日  |
| －   | トファン・ピラーニ                 | 2R終了時 ノーコンテスト（ピラーニの負傷）    | K-1 SURVIVAL '99                                        | 1999年6月6日   |
| ×    | アンドレ・マナート                 | 2R 1:20 KO（右ストレート）                   | K-1 RISING SUN '99                                      | 1999年2月3日   |
| ×    | ヤン・"ザ・ジャイアント"・ノルキヤ | 1R 2:51 TKO（3ノックダウン：左ストレート）   | K-1 JAPAN '98 〜神風〜                                  | 1998年10月28日 |
| ×    | 中迫剛                             | 2R 2:55 TKO（2ノックダウン：左ミドルキック） | K-1 BUSHIDO '98 【K-1 JAPAN GP 1回戦】                  | 1998年8月28日  |
| ×    | ドゥリュー・リード                 | 3R終了 判定0-3                               | 全日本キックボクシング連盟「KICK OVER IX」              | 1997年9月28日  |
| ○    | 岡田克彦                           | 延長2回 判定                                 | シュートボクシング「シュートボクシングvsムエタイ第2弾」 | 1988年11月5日  |
| ○    | 岡田克彦                           | 本戦4:27 KO                                  | シュートボクシング「SB新世代戦争」                      | 1988年7月9日   |
| ○    | 津山圭介                           | 延長2回 判定                                 | シュートボクシング「SBワールドレボリューション宣言」    | 1988年5月21日  |
| ○    | 久保徹                             | 延長1回 判定                                 | シュートボクシング「SBワールドレボリューション宣言」    | 1988年4月3日   |
| ×    | 川上一弘                           | 延長1回 判定                                 | 「シュートボクシングvs沖縄空手チェンジングマッチ」      | 1987年10月10日 |

### 総合格闘技
| 総合格闘技 戦績 | 総合格闘技 戦績 | 総合格闘技 戦績 | 総合格闘技 戦績 | 総合格闘技 戦績 | 総合格闘技 戦績 | 総合格闘技 戦績 |
| --------------- | --------------- | --------------- | --------------- | --------------- | --------------- | --------------- |
| 63 試合         | (T)KO           | 一本            | 判定            | その他          | 引き分け        | 無効試合        |
| 34 勝           | 11              | 21              | 2               | 1               | 0               | 0               |
| 29 敗           | 11              | 17              | 1               |                 | 0               | 0               |

| 勝敗 | 対戦相手                     | 試合結果                           | 大会名                                                                            | 開催年月日     |
| ×    | 前田日明                     | 17:00 スリーパーホールド           | リングス 「WORLD MEGA-BATTLE TOURNAMENT 1997」 【トーナメント2回戦】              | 1997年11月20日 |
| ○    | クリストファー・ヘイズマン   | 9:19 ヒールホールド                | リングス 「WORLD MEGA-BATTLE TOURNAMENT 1997」 【トーナメント1回戦】              | 1997年10月25日 |
| ○    | ミハイル・シーモフ           | 6:38 足首固め                      | リングス 「FIGHTING EXTENSION 1997 VOL6」                                         | 1997年8月13日  |
| ×    | 山本宜久                     | 2:27 腕ひしぎ十字固め              | リングス 「FIGHTING EXTENSION 1997 VOL5」                                         | 1997年7月22日  |
| ○    | アンドレ・マナート           | 0:20 ヒールホールド                | リングス 「FIGHTING EXTENSION 1997 VOL4」                                         | 1997年6月21日  |
| ○    | ヴァレンタイン・オーフレイム | 4:58 ヒールホールド                | リングス 「FIGHTING EXTENSION 1997 VOL3」                                         | 1997年5月23日  |
| ×    | ヨープ・カステル             | 6:27 TKO(5ノックダウン）           | リングス 「FIGHTING EXTENSION 1997 VOL2」                                         | 1997年4月22日  |
| ×    | ヨープ・カステル             | 1R1:05 KO(ボディブロー）           | リングスオランダ 「FREE FIGHT GALA 1997」                                         | 1997年2月2日   |
| ×    | ニコライ・ズーエフ           | 13:01 レッグロック                 | リングス 「MEGA-BATTLE TOURNAMENT1996 GRAND FINAL」                               | 1997年1月22日  |
| ×    | ゴギテゼ・バクーリ           | 8:59 フロントネックロック          | リングス 「MEGA-BATTLE TOURNAMENT1996 SEMI FINAL」                                | 1996年12月21日 |
| ×    | 田村潔司                     | 6:13 腕ひしぎ足固め                | リングス 「MEGA-BATTLE TOURNAMENT1996 2nd ROUND」 【トーナメント2回戦】           | 1996年11月22日 |
| ○    | ウィリー・ピータース         | 9:36 ヒールホールド                | リングス 「MEGA-BATTLE TOURNAMENT1996」 【トーナメント1回戦】                     | 1996年10月25日 |
| ○    | 高阪剛                       | 11:03 KO(ヒザ蹴り）                | リングス 「MAELSTROM 7th」                                                        | 1996年9月25日  |
| ○    | ディック・フライ             | 6:16 ヒールホールド                | リングス 「MAELSTROM 6th 旗揚げ5周年記念大会」                                    | 1996年8月24日  |
| ×    | ヴォルク・ハン               | 11:47 スリーパーホールド           | リングス 「MAELSTROM 4th」                                                        | 1996年6月29日  |
| ○    | グレン・ブラウン             | 0:40 スリーパーホールド            | リングス 「MAELSTROM 2nd」                                                        | 1996年4月26日  |
| ○    | イリューヒン・ミーシャ       | 11:24 KO                           | リングス 「MAELSTROM 1st」                                                        | 1996年3月25日  |
| ○    | ルディ・イウォルド           | 2R2:11 TKO(右足負傷）              | リングスオランダ 「FREE FIGHT GALA 1996」                                         | 1996年2月18日  |
| ○    | トニー・ホーム               | 8:58 ヒザ十字固め                  | リングス 「MEGA-BATTLE TOURNAMENT1995 GRAND FINAL」                               | 1996年1月24日  |
| ○    | ニコライ・ズーエフ           | 14:44 フロントネックロック         | リングス 「MEGA-BATTLE TOURNAMENT1995 SEMI FINAL」                                | 1995年12月19日 |
| ×    | 山本宜久                     | 7:43 アキレス腱固め                | リングス 「MEGA-BATTLE TOURNAMENT1995 2nd ROUND」 【トーナメント2回戦】           | 1995年11月16日 |
| ○    | ゴギテゼ・バクーリ           | 6:38 ヒザ十字固め                  | リングス 「MEGA-BATTLE TOURNAMENT1995 1st ROUND」 【トーナメント1回戦】           | 1995年10月21日 |
| ○    | ピーター・ウラ               | 7:42 レッグロック                  | リングス 「RISING SERIES NAGATSUKI」                                              | 1995年9月22日  |
| ×    | ハンス・ナイマン             | 8:59 逆方エビ固め                  | リングス 「RISING SERIES HAZUKI」                                                 | 1995年8月27日  |
| ×    | ビターゼ・タリエル           | 7:06 KO(左正拳突き）               | リングス 「RISING SERIES FUMIZUKI」                                               | 1995年7月18日  |
| ○    | カール・グレコ               | 3:35 KO(ヒザ蹴り）                 | リングス 「RISING SERIES MINAZUKI」                                               | 1995年6月17日  |
| ○    | ドン・中矢・ニールセン       | 不戦勝                             | リングス 「RISING SERIES MINAZUKI」                                               | 1995年6月17日  |
| ○    | アンドレイ・コピロフ         | 8:10 KO(ヒザ蹴り）                 | リングス 「RISING SERIES SATSUKI」                                                | 1995年5月20日  |
| ○    | ウィリー・ピータース         | 5:34 フロントネックロック          | リングス 「RISING SERIES UZUKI」                                                  | 1995年4月28日  |
| ○    | 山本宜久                     | 17:18 レッグロック                 | リングス 「RISING SERIES YAYOI」                                                  | 1995年3月18日  |
| ×    | ディック・フライ             | 1R2:06 KO(右ヒザ蹴り）             | リングスオランダ 「FREE FIGHT GALA 1995」                                         | 1995年2月19日  |
| ○    | マーク・アシュフォード       | 8:11 KO(ハイキック）               | リングス 「RINGS 1994 TOURNAMENT GRAND FINAL」                                    | 1995年1月25日  |
| ×    | ヴォルク・ハン               | 15:15 フルネルソンホールド         | リングス 「BATTLE SHOT at NIIGATA vol2」                                          | 1994年12月24日 |
| ○    | 成瀬昌由                     | 14:52 TKO（スリーパーホールド）    | リングス 「RINGS 1994 TOURNAMENT SEMI FINAL」                                     | 1994年12月16日 |
| ○    | ディミータ・ペトコフ         | 8:48 ヒザ十字固め                  | リングス 「RINGS 1994 TOURNAMENT 3rd ROUND」                                      | 1994年11月19日 |
| ×    | クリス・ドールマン           | 4:25 フロントネックロック          | リングス 「RINGS 1994 TOURNAMENT」 【トーナメント2回戦】                          | 1994年10月22日 |
| ○    | ビターゼ・アミラン           | 7:24 レッグロック                  | リングス 「RINGS 1994 TOURNAMENT」 【トーナメント1回戦】                          | 1994年9月21日  |
| ○    | ステバァノフ・ペトコフ       | 10:35 腕ひしぎ十字固め             | リングス 「RINGS IN OSAKA」                                                       | 1994年7月14日  |
| ×    | イリューヒン・ミーシャ       | 14:42 腕ひしぎ十字固め             | リングス 「RINGS IN ARIAKE」                                                      | 1994年6月18日  |
| ×    | ヴォルク・ハン               | 9:05 裸締め                        | リングス 「RINGS IN SENDAI」                                                      | 1994年5月17日  |
| ×    | ハンス・ナイマン             | 7:04 KO(左ボディブロー）           | リングス 「RINGS IN HIROSHIMA」                                                   | 1994年4月23日  |
| ○    | ミハイル・シーモフ           | 3R1:32 KO                          | リングス 「後楽園実験 Round6」                                                    | 1994年2月6日   |
| ○    | ディミータ・ペトコフ         | 10:54 ヒザ十字固め                 | リングス 「BATTLE DIMENSION TOURNAMENT'93 2nd Round」                             | 1993年11月18日 |
| ×    | アンドレイ・コピロフ         | 4:37 アームロック                  | リングス 「後楽園実験 Round5」 【バトル・ディメンション・トーナメント参加認定戦】 | 1993年9月10日  |
| ×    | ハンス・ナイマン             | 3R0:33 KO(左ミドルキック）         | リングス 「BATTLE DIMENSION'93 格闘新次元 OSAKA 」                                | 1993年7月13日  |
| ○    | 西良典                       | 5R判定                             | リングス 「後楽園実験 Round3」                                                    | 1993年6月9日   |
| ×    | クリス・ドールマン           | 4R0:40 レッグロック                | リングス 「BATTLE DIMENSION'93 格闘新次元 CIRCUIT#2 」                            | 1993年5月29日  |
| ○    | 鶴巻伸洋                     | 3R0:37 TKO（3ノックダウン）        | リングス 「後楽園実験 Round2」                                                    | 1993年4月30日  |
| ×    | ヴォルク・ハン               | 16:05 アームロック                 | リングス 「BATTLE DIMENSION'93 格闘新次元 CIRCUIT#1 」                            | 1993年4月24日  |
| ×    | ディック・フライ             | 4:53 レフリーストップ              | リングス 「BATTLE DIMENSION'93 格闘新次元」                                       | 1993年3月5日   |
| ○    | サンドラ・テルゲン           | 5:27 足首固め                      | リングス 「後楽園実験'93 Round1」                                                 | 1993年2月28日  |
| ○    | 成瀬昌由                     | 8:10 腕ひしぎ逆十字固め            | リングス 「メガバトルトーナメント92 GRAND FINAL」                                 | 1993年1月23日  |
| ○    | セルゲイ・スーセロフ         | 17:29 KO(左ハイキック）            | リングス 「メガバトルトーナメント92 Semi Final・BEST4」                           | 1992年12月19日 |
| ×    | 佐竹雅昭                     | 1R1:24 KO                          | リングス 「メガバトルトーナメント92」 【トーナメント1回戦】                       | 1992年10月29日 |
| ×    | ツベタン・パブロフ           | 5:45 腕ひしぎ逆十字固め            | リングス 「メガバトル・スペシャル 礎」                                            | 1992年8月21日  |
| ×    | ウィリー・ピータース         | 5R判定                             | リングス 「メガバトル6th 颯」                                                     | 1992年7月16日  |
| ○    | 角田信朗                     | 5R判定                             | リングス 「メガバトル5th 獅子吼」                                                 | 1992年6月25日  |
| ×    | ディック・フライ             | 6:11 TKO（右掌底）                 | リングス 「メガバトル4th 光臨」                                                   | 1992年5月16日  |
| ×    | ウィリー・ウィリアムス       | 2R1:13 KO                          | リングス 「メガバトル3rd 雷」                                                     | 1992年4月3日   |
| ○    | 木村浩一郎                   | 28:05 KO                           | リングス 「メガバトル1st 回天」                                                   | 1992年1月25日  |
| ×    | ジェラルド・ゴルドー         | 4R0:34 TKO                         | リングス 「ASTRAL STEP BLAZE UP 炎上」                                            | 1991年12月7日  |
| ×    | ヘルマン・レンティング       | 12:33 リバースフルネルソンホールド | リングス 「ASTRAL STEP 3rd 神威」                                                 | 1991年9月14日  |
| ○    | ヘルマン・レンティング       | 11:12 腕ひしぎ十字固め             | リングス 「ASTRAL STEP 2nd AQUA HEAT」                                            | 1991年8月1日   |

## タイトル歴
全日本プロレス
- アジアタッグ王座（3度）：69代（パートナーは垣原賢人）、77代（パートナーは成瀬昌由）、96代（パートナーは南野タケシ）
- ジャイアント馬場杯争奪リーグ戦：優勝（2002年）

リアルジャパンプロレス
- レジェンドチャンピオンシップ：4代、6代

その他
- FUCK!認定偏差値U-30世界インターナチュラル級王座：3代